# Iodure d'erbium(III)
L'iodure d'erbium(III) est un composé inorganique, un iodure du lanthanide erbium.

## Propriétés
Il se présente sous la forme d'un solide violet hygroscopique soluble dans l'eau. Il possède une structure cristalline trigonale de groupe d'espace R3.

## Synthèse
L'iodure d'erbium(III) peut être produit par réaction entre l'erbium métallique et le diiode :
2 Er + 3 I2 → 2 ErI3

## Source de la traduction
- (de) Cet article est partiellement ou en totalité issu de l’article de Wikipédia en allemand intitulé « Erbium(III)-iodid » (voir la liste des auteurs).